# 斌敏
斌敏（1813年—1876年），姚氏，字寿愚，号子廉，别号冰樵，内务府汉军正白旗人（属内务府正白旗汉姓满洲旗人），籍襄平（今辽宁辽阳）。中國清朝官員，进士出身。

## 生平
隶内务府正白旗善禄管领下。道光十五年（1835）乙未恩科顺天乡试举人，同治四年（1865年）乙丑科三甲进士。同治五年（1866）任福建德化县知县，在任四年，多行善政，当地人民将其奉祀于报功祠（载民国版《德化县志》）。同治八年（1869）任福建漳浦县知县（古称绥安县），又福安知縣。光緒二年（1876年），斌敏接替何鑾，擔任台灣府嘉義縣知縣，掌管今嘉義縣、嘉義市、雲林縣一帶政事；同年，他因病卒於赴任途中。
斌敏早年遊歷名山大川，北至内蒙，西至甘肅，東至蘇杭，客吳越燕趙，曾主講宣化（今张家口宣化区）柳川書院。每過輒有觀物生情、懷古幽思之作（据《中南、西南地區省、市圖書館館藏古籍稿本提要》）。
善诗词，有《子廉古今体诗合编》五卷（同治十二年（1873）刻本、光绪三年续刻本），内含《木庵詩存》、《紅樹書屋詩鈔》、《兩乙山房詩鈔》、《天風海濤庵詩錄》、《太乙閣續草》各一卷；另有《翠鲸词》、《红树书屋诗钞》稿本（广东中山图书馆藏）、《紅樹書堂詩鈔》舊鈔稿本（中國國家圖書館藏；集道光十二年（1832）至二十六年（1846）間作者詩作百六十首）。

## 家族
- 始祖姚紀明（c.1580s-?）。“姚紀明，正白旗包衣管領下人，世居襄平地方，來歸年分無考。其曽孫二格現任員外郎，色勒原任䕶軍校。元孫紀保現任郎中，清保現任員外郎，永泰現任知府”（据《八旗滿洲氏族通譜》卷77）。
- 世祖姚光明（c.1610s-?），诰赠资政大夫。妻高氏，尹氏，诰赠夫人。
- 太高祖士秀（c.1640s-?），诰赠资政大夫。妻安氏，诰赠夫人。
- 高祖二格（c.1670s-?），内务府庆丰司员外郎，诰授奉政大夫。妻計氏，诰封宜人。胞兄起龙，起麟。
- 曾祖姚永泰（字石庵，c.1700s-?），盛京佐領，江宁布政史、钦命江宁织造、署理湖南巡抚，泰陵承办及西陵总管内务府大臣兼礼部侍郎；文学家袁枚为其作《原任江宁布政使内务府总管永公传》（载袁枚《《小仓山房文集》》卷31）；妻王氏，張氏，張氏。胞兄姚興福，姚勲。堂曾叔祖吉葆（紀保），内务府郎中督理江宁织造，汤山与盘山行宫总管；清葆（清保），内务府郎中。
- 祖父姚明新（字竹巖，号春岩，c.1740s-？），乾隆三十三年（1768）戊子科举人（时隶内务府正白旗明福管领下，载《钦定八旗通志》），两淮盐课大使，善诗画，有诗集《春嚴吟草》、《芥舟草》、《逰兰草》、《竹岩诗钞》，画作《虹桥待月图》（载李斗《揚州畫舫錄》卷10）、《双鬟伴读图》，生平载《揚州畫舫錄》卷3。姚明新与妻楊瓊華（字瑞芝）同受业于袁枚（据《袁枚全集》，1993）；进士蒋士铨赠组诗《题明春岩公子二照五首》。
- 祖母楊瓊華（清朝）（字瑞芝），敕封太孺人，晋太宜人，著有《綠窗吟草》一卷（清道光十二年（1832）刻本，袁枚于乾隆五十三年作原序，子姚德豫作新序，蒋士铨、汪中、小姑姚素玉等題辭；生平载俞陛云《清代闺秀诗话》、施淑儀《清代閨閣詩人徵略》、沈善寶《名媛詩話》卷5）。其胞兄正白旗汉军、三等侍衛兼公中佐領長齡（字鹤圃，曾蒙冤入狱）；父江蘇按察使楊重英（与缅甸作战中被执，在缅二十年，独居佛寺，不易中式衣冠，被乾隆帝比为汉代苏武，并作《高宗纯皇帝御制苏杨论》以表彰），祖父兵部尚书兼云贵总督楊應琚。
- 胞叔祖姚明华（字君實，号鐵崖，1750-？），乾隆四十五年（1780）庚子顺天乡试举人（时隶内务府正白旗春岱管领下），敕授承德郎，能诗（载杨钟羲《雪橋詩話三集》卷8）。妻高氏（父高按圖）。子姚德晉，姚謙。
- 堂伯叔祖：
  - 姚良，内务府郎中、热河总管、嘉庆七年江宁织造。
  - 玉瑞，乾隆三十年（1765）乙酉科举人，湖北汉川县知县。
  - 玉栋（字筠圃），乾隆三十五年（1770）庚寅科举人（时隶内务府正白旗存柱管领下，载《钦定八旗通志：文举》），山东淄川县知县，有《讀易樓詩稿》。其后代有姚氏榮譽（字子誉，号梦鱼），辑刻《得月簃叢書》（道光版）（载杨钟羲《雪橋詩話三集》卷11）。玉栋收藏有《红楼梦》残抄本53回，此本后归友舒元炜，即红学所称的“舒序本”、“舒本”（参见红楼梦抄本列表）。
  - 玉权，乾隆三十六年（1771）辛卯科举人（时隶内务府正白旗存柱管领下），福建盐课大使。
- 祖姑母姚素玉（c.1720s-?），著有《杏雨楼诗稿》，原配嫁镶黄旗满洲、浙江處州鎮總兵高益（父江南壽春鎮總兵高鈺 (清朝)（1691-1750），胞叔文淵閣大學士文定公高斌，嫡堂兄文华殿大学士文端公高晋，嫡堂姊高佳氏系正蓝旗汉军进士胡氏吉惠 (道光进士)之高祖母，且吉惠之胞兄吉謙、胞叔德修与斌敏系道光十五年（1835）乙未恩科顺天乡试同榜）。
- 父德豫（c.1770s-1853），乾隆五十九年（1794）甲寅恩科举人，署理浙江杭州府理事同知、嘉興府海防兼乍浦理事同知，丁卯庚午鄉試同考官，著有《洗冤錄解》、《立齋吟草》。嫡母伊尔根觉罗氏（父镶黄旗满洲、翻譯官國瑞，祖父戶部筆帖式固爾敦，曾祖河東鹽运史顧世衡，高祖兵部尚書、江南河道總督顾琮 (清朝)，先祖文端公顧八代）；庶母生母李氏。
- 胞伯德恒，乾隆乙卯科举人，贵州铜仁府知府；妻蔡氏（父四川重庆府知府必昌）。其子道光十六年(1836)丙申恩科進士斌桐。堂伯伯龄，甘肃静宁州知州。
- 胞叔德觀；妻楊氏。子斌祥（1811-？），道光二十四年（1844）甲辰恩科举人；妻楊氏（胞兄正红旗汉军、道光丙申恩科進士楊能格，父嘉庆八年舉人楊書績，胞叔嘉慶辛酉科進士楊書紹，祖父楊銓）。
- 胞叔德豐，江苏丰县知县；德壽，德名。
- 姑母姚氏，嫁正红旗汉军、嘉庆八年舉人楊書績，善画，有《还砚斋诗稿》（胞兄嘉慶辛酉科進士楊書紹)。其子道光丙申恩科進士楊能格，孙儿戶部左侍郎、清末外交官楊儒。斌敏与楊能格系道光十五年（1835）乙未恩科顺天乡试同榜。
- 胞兄斌椿（字有松，1804-1871），科举人，内务府慶豐司郎中；1866年受清總理各國事務衙門委派，带领“斌椿使团”考察欧洲11个国家，历时4个多月，著有《乘槎筆記》（同治十年[1871]刻本；有1981、2019年现代版）。
  - 子廣英（字叔含），内务府主事，跟随其父斌椿游历欧洲。
  - 子广乐，内务府员外郎。其女姚氏，嫁内务府正白旗汉军、光绪十九年恩科举人刘氏玉崑。
  - 女姚佳氏，（二继）嫁光绪九年癸未科进士、镶白旗宗室綿文。其子花翎宗人府理事官、陆军贵胄学堂学员宗室奕元；妻巴哩克氏（父京口驻防镶白旗蒙古、同治十三年甲戌（1874）进士延清）；孙儿宗室載燊，其妻必祿氏（父鑲白旗滿洲彬華，祖父光緒甲午科舉人善佺；姑母必祿氏，分别嫁恭親王溥偉、郡王銜貝勒載洵）。
- 胞兄斌禾，广西候补通判。其女姚佳氏，嫁正蓝旗宗室桂端（胞兄同治壬戌進士宗室桂昂，胞姊爱新觉罗氏嫁正蓝旗滿洲、道光庚子科進士蘇完呢瓜爾佳氏毓雯）；其子一宗室托普，妻喜塔臘氏（曾祖正白旗满洲盛住，曾姑母喜塔臘氏封嘉庆帝之孝淑睿皇后，高祖(追)三等承恩公和爾經額）；子二光緖二十年甲午科举人、宗室世延（庶母张氏），妻裕瑚鲁氏（父镶黄旗满洲、咸丰二年顺天乡试举人恩元，祖父道光丙申進士承齡）。
- 胞姊姚氏，嫁四川忠州直隸州知州慶福（父太常寺卿噶拉彬）。胞妹姚氏，嫁內務府鑲黃旗滿洲、兩淮鹽課大使完顏氏崇壽（父內務府武備院庫長麟昌，胞叔嘉慶己巳科進士麟慶，祖父山東泰安府知府廷鏴；祖母惲珠，著有《紅香館詩草》）。
- 妻李氏（父兩浙場鹽大使李質英）。
- 子廣志，內務府堂上候補筆帖式。
- 女姚氏，嫁鑲黃旗滿洲、候選同知覺羅溥節（父陝西候補道覺羅鍾齡，姑母一覺羅氏嫁正藍旗滿洲、道光丙申恩科進士他塔喇氏毓檢（嘉慶六年（1801年）辛酉恩科进士秀堃之子），姑母二覺羅氏嫁鑲紅旗滿洲、內閣學士他塔喇氏長敘（珍妃之父）；祖父嘉慶乙丑科進士文莊公覺羅寶興）。